# Gijs Wilbrink
Gijs Wilbrink (Doetinchem, 28 februari 1984) is een Nederlands schrijver, muzikant en podcaster.

## Werk
Wilbrink groeide op in Ulft in de Achterhoek. Zijn debuutroman De beesten uit 2022 speelt zich in deze streek af.
Naast muzikant in diverse bands, onder andere Tenement Kids en Zero Zero Zero, is hij medeoprichter van podcastplatform Vriend van de Show. 
Met actrice Anna Drijver en regisseur Ivo van Aart maakt hij de filmpodcast Nooit Gezien. 

## Prijzen en nominaties
- De Beesten werd verkozen tot het beste boek van de Achterhoek en Liemers 2022.[7]
- De Beesten werd genomineerd voor de Nederlandse Boekhandelsprijs 2023.[8]
- De Beesten werd genomineerd voor de Boekenbon Literatuurprijs 2023.[9]
- De Beesten werd bekroond met de publieksprijs van Bronzen Uil 2023.[10] [11]
- Wilbrink ontving het C.C.S. Crone-stipendium 2022 voor beginnende auteurs.

## Bestseller 60
| Boeken met noteringen in de Nederlandse Bestseller 60 | Jaar van verschijnen | Datum van binnenkomst | Hoogste positie | Aantal weken | Opmerkingen |
| ----------------------------------------------------- | -------------------- | --------------------- | --------------- | ------------ | ----------- |
| De beesten                                            | 2022                 | 01-01-2023            | 9               | 13           |             |